# Mullvalds strandskog
Mullvalds strandskog este o arie protejată (arie specială de conservare — SAC, sit de importanță comunitară — SCI) din Suedia întinsă pe o suprafață de 21,2 ha, integral pe uscat.

## Localizare
Centrul sitului Mullvalds strandskog este situat la coordonatele 57°21′58″N 18°45′35″E / 57.3662°N 18.7596°E.

## Înființare
Situl Mullvalds strandskog a fost declarat sit de importanță comunitară în ianuarie 2002 pentru a proteja un număr necunoscut de specii din flora spontană și fauna sălbatică aflate în arealul zonei. Situl a fost protejat și ca arie specială de conservare în martie 2011.

## Biodiversitate
Situată în ecoregiunile boreală și marină baltică, aria protejată conține 5 habitate naturale: Taiga vestică, Litoraluri nisipoase din Baltica boreală cu vegetație perenă, Dune împădurite din regiunile atlantică, continentală și boreală, Dune de coastă fixe cu vegetație erbacee („dune gri”), Dune mobile de-a lungul țărmului cu Ammophila arenaria („dune albe”).
La baza desemnării sitului se află un număr nedeclarat de specii protejate.